# Запален факел
„Запален факел“ (на испански: La antorcha encendida) е мексиканска теленовела от 1996 г., режисирана от Гонсало Мартинес Ортега и Клаудио Рейес Рубио, и продуцирана от Ернесто Алонсо. Това е последната историческа теленовела, произведена за Телевиса. Базиран на обширни исторически изследвания, сюжетът разказва за независимостта на Мексико. Проучванията са извършени от Фаусто Серон Медина в сътрудничество с Лиляна Абуд.
В главните роли са Летисия Калдерон и Умберто Сурита, а в отрицателните – Хуан Ферара, Хулиета Росен, Алехандра Авалос, Офелия Гилмайн и Ари Телч.

## Сюжет
Три века испанско владичество. Триста години недоволството на населението на Нова Испания е нараснало заедно със страданието, породено от несправедливост, експлоатация, бедност и неравенство. И именно в това Мексико, което се събужда, се развива любовната история между Мариано и Тереса. Обединени не само от любовта, но най-вече от желанието да видят свободни родните земи, съдбите им се преплитат, за да изминат заедно пътя на историята към независимост и свобода.
На този исторически фон, се развива животът на три семейства – Сото, Мунис и вдовицата Хуана де Фонсерада и нейните пет приемни деца, срещу които нараства гневът на дон Педро де Сото. Мариано Фонсерада се изправя срещу дон Педро, за да защити Тереса де Мунис – онази, която обича, а Педро ще направи всичко възможно да унищожи Мариано, без да подозира, че е негов син.

## Актьори
Част от актьорския състав:
- Летисия Калдерон – Тереса де Мунис
- Умберто Сурита – Мариано Фонсерада
- Хуан Ферара – Дон Педро де Сото
- Хулиета Росен – Мануела де Сото
- Ари Телч – Луис Фонсерада
- Хуан Пелаес – Мигел Идалго и Костиля
- Ернесто Лагуардия – Ген. Игнасио Алиенде
- Офелия Гилмайн – Доня Макария де Сото
- Арон Ернан – Отец Хулиан
- Анхелика Мария – Доня Бернарда де Мунис
- Серхио Рейносо – Дон Хосе Мария Морелос и Павон
- Мария Рохо – Доня Хосефа Ортис де Домингес
- Патрисия Рейес Спиндола – Доня Хуана де Фонсерада
- Кармен Салинас – Доня Камила де Фонсерада
- Енрике Роча – Феликс Мария Кайеха
- Рене Касадос – Агустин де Итурбиде
- Давид Остроски – Мариано Абасоло
- Луис Гатика – Хуан Фонсерада
- Алехандра Авалос – Анхела
- Марио Иван Мартинес – Игнасио Лопес Район
- Мария Ривас – Инес де Хауреги
- Серхио Бустаманте – Хосе де Итуригарай
- Магда Карина – Брихида Алмонте
- Исаура Еспиноса – Микаела
- Роберто Баястерос – Висенте Гереро
- Хулио Брачо – Симон Боливар
- Армандо Араиса – Мартин Гарсия де Караскеро
- Одисео Бичир – Сервандо Тереса де Миер
- Лус Мария Херес – Каталина де Иригойен
- Летисия Сабатер – Хоакина Торео де Естеве
- Умберто Елисондо – Ерменехилдо Галеана
- Салвадор Санчес – Леонардо Браво
- Умберто Дупейрон – Мариано Идалго
- Алехандро Томаси – Хосе Николас де Мичелена
- Херман Роблес – Анхел Авеля
- Мануел Савал – Хосе Мануел Фуентес
- Наталия Есперон – Лус Агустина де лас Фуентес
- Едуардо Линян – Мануел де ла Канча
- Карлос Камара – Хосе Антонио Тирадо
- Мигел Писаро – Хосе де ла Крус
- Раул Кастеянос – Нарсисо Мендоса
- Сокоро Бония – Басилия
- Исраел Хайтович – Алваро де Урсуа
- Едуардо Сантамарина – Ектор
- Фабиан Роблес – Хосе

## Премиера
Премиерата на Запален факел е на 6 май 1996 г. по Canal de las Estrellas. Последният 140. епизод е излъчен на 15 ноември 1996 г.

## Награди и номинации
Награди TVyNovelas (Мексико) 1997
| Категория                            | Номинация                                          | Резултат   |
| ------------------------------------ | -------------------------------------------------- | ---------- |
| Най-добра теленовела                 | Ернесто Алонсо                                     | Номиниран  |
| Най-добра актриса в положителна роля | Летисия Кардеон                                    | Номинирана |
| Най-добър актьор в отрицателна роля  | Хуан Ферара                                        | Номиниран  |
| Най-добра актриса в поддържаща роля  | Анхелика Мария                                     | Номинирана |
| Най-добър актьор в поддържаща роля   | Хуан Пелаес                                        | Номиниран  |
| Най-добри оператори                  | Хесус Акуня Ли Карлос Гера                         | Печелят    |
| Най-добра продукция                  | Карлос Сотомайор                                   | Печели     |
| Най-добро изпълнение                 | Хуан Ферара                                        | Печели     |
| Най-добро изпълнение                 | Ернесто Лагуардия                                  | Печели     |
| Най-добро изпълнение                 | Хуан Пелаес                                        | Печели     |
| Най-добра сценография                | Исабел Часаро Рикардо Матаморос Мигел Анхел Медина | Печелят    |
| Най-добър декор                      | Рикардо Брисуела                                   | Печели     |
| Най-добра костюмография              | Кристина Бауса Беатрис Васкес                      | Печелят    |
| Най-добра редакция                   | Марселино Гомес Роберто Нино                       | Печелят    |